# Ларошфуко, Фредерик-Жером де
Фредерик-Жером де Ларошфуко де Руа (фр. Frédéric-Jérôme de la Rochefoucauld de Roye; 16 июля 1701, Версаль, королевство Франция — 29 апреля 1757, там же) — французский кардинал. Архиепископ Буржа с 6 июля 1729 по 29 апреля 1757. Кардинал-священник с 10 апреля 1747, с титулом церкви Сант-Аньезе-фуори-ле-Мура с 15 мая 1747. Великий раздатчик милостыни Франции с 19 июля 1742 по 19 июля 1745.